# Marsdenia parva
Marsdenia parva är en oleanderväxtart som beskrevs av P.I. Forster. Marsdenia parva ingår i släktet Marsdenia och familjen oleanderväxter. Inga underarter finns listade i Catalogue of Life.